# オーグル郡 (イリノイ州)
オーグル郡（英: Ogle County）は、アメリカ合衆国イリノイ州の北部に位置する郡である。2010年国勢調査での人口は53,497人であり、2000年の51,032人から4.8％増加した。郡庁所在地はオレゴン市（人口3,721人）であり、同郡で人口最大の都市はロシェル市（人口9,574人）である。
オーグル郡はその全体でロシェル小都市圏を構成している。

## 歴史
オーグル郡は1836年にジョーデイビース郡とラサール郡の一部を併せて設立された。郡名はアメリカ独立戦争の軍人であり、1785年にイリノイに来たジョセフ・オーグル大尉に因んで名付けられた。1837年まで郡政府が組織化されておらず、ジョーデイビース郡に付加されていた。3年後の1839年に郡内からリー郡が設立された。

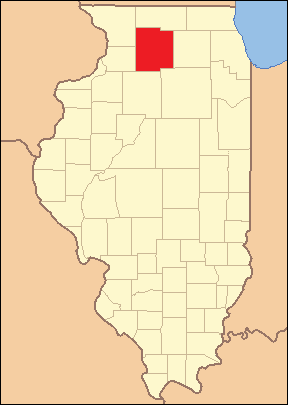
1836年から1839年のオーグル郡領域
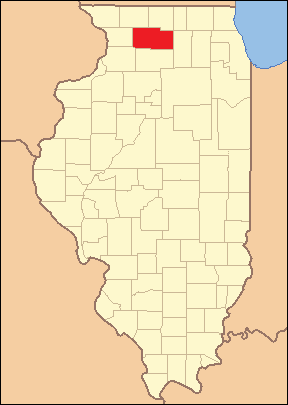
1839にリー郡が設立され、小さくなったオーグル郡領域、以降現在に通じる

オーグル郡は、大統領選挙の場合に国内でも有数の一貫さで共和党候補を支持し続けてきた。過去150年間で、1912年のセオドア・ルーズベルトを支持したのが唯一共和党以外の候補者となった。共和党ができる前もホイッグ党を支持しており、民主党候補を支持したことはない。アメリカ合衆国下院議員も共和党員を送り出している。

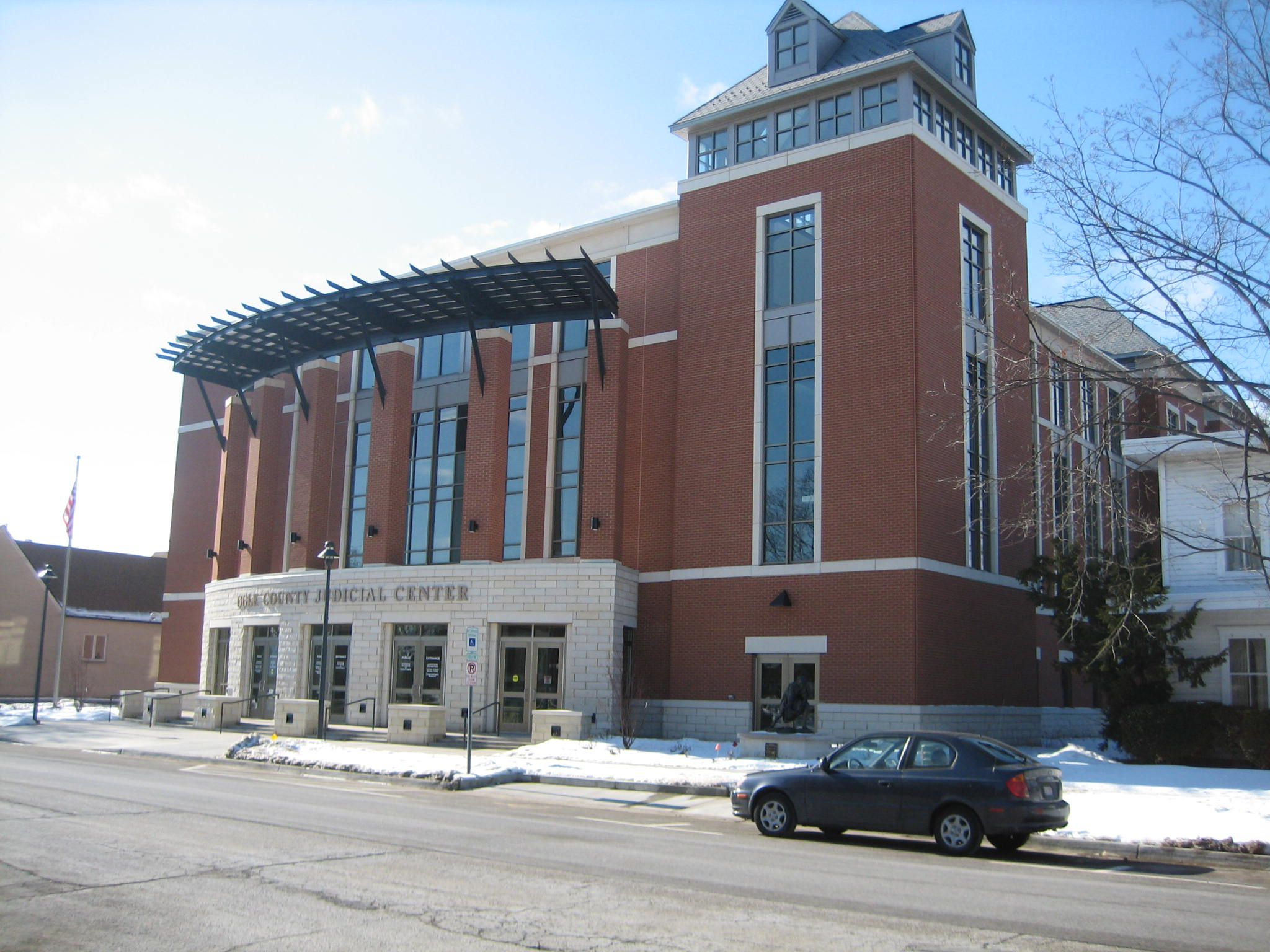
オレゴン市にあるオーグル郡司法センター、郡庁舎の通り向かいにある

## 地理
アメリカ合衆国国勢調査局に拠れば、郡域全面積は762.98平方マイル (1,976.1 km2)であり、このうち陸地758.57平方マイル (1,964.7 km2)、水域は4.41平方マイル (11.4 km2)で水域率は0.58％である。

### 交通

#### 主要高規格道路
| - 州間高速道路39号線 - 州間高速道路88号線 - アメリカ国道52号線 - アメリカ国道51号線 | - イリノイ州道2号線 - イリノイ州道26号線 - イリノイ州道38号線 - イリノイ州道64号線 - イリノイ州道72号線 - イリノイ州道251号線 |

#### 空港
下記の公共用途空港が郡内にある。
- オーグル郡空港 (C55) - マウントモリス市
- ロシェル市民空港 (RPJ) - ロシェル市

### 隣接する郡
- ウィネベーゴ郡 - 北
- ブーン郡 - 北東
- デカルブ郡 - 東
- リー郡 - 南
- ホワイトサイド郡 - 南西
- キャロル郡 - 西
- スティーブンソン郡 - 北西

## 気候と気象
近年、郡庁所在地であるオレゴン市の平均気温は1月の10°F (-12 ℃) から7月の82°F (28 ℃) まで変化している。過去最低気温は1999年1月に記録された-27°F (-33 ℃) であり、過去最高気温は1936年7月に記録された110°F (43 ℃) である。月間降水量は2月の1.43インチ (36 mm) から6月の4.88インチ (124 mm) まで変化している。

## レクリエーション

### 公園
- キャッスルロック州立公園
- ローデン州立公園
- ローデン・ミラー州立の森
- シニシッピ農園
- ウェルド公園
- ホワイトパインズ州立公園

### 自然保護地域
- ビーチセメタリー・プレーリー自然保護地域
- ダグラス・E・ウェイド自然保護地域
- ジャレット・プレーリー自然保護地域

## 人口動態
以下は2000年国勢調査による人口統計データである。
| 基礎データ - 人口: 51,032人 - 世帯数: 19,278 世帯 - 家族数: 14,169 家族 - 人口密度: 26人/km2（67人/mi2） - 住居数: 20,420軒 - 住居密度: 10軒/km2（27軒/mi2） 人種別人口構成 - 白人: 95.35% - アフリカン・アメリカン: 0.44% - ネイティブ・アメリカン: 0.24% - アジア人: 0.42% - 太平洋諸島系: 0.04% - その他の人種: 2.45% - 混血: 1.06% - ヒスパニック・ラテン系: 6.01% 先祖による構成 - ドイツ系：34.1％ - アイルランド系：10.3％ - アメリカ人：9.7％ - イギリス系：7.9％ - スウェーデン系：5.1％ | 年齢別人口構成 - 18歳未満: 27.5% - 18-24歳: 7.2% - 25-44歳: 28.8% - 45-64歳: 23.1% - 65歳以上: 13.4% - 年齢の中央値: 37歳 - 性比（女性100人あたり男性の人口） - 総人口: 98.4 - 18歳以上: 96.0 世帯と家族（対世帯数） - 18歳未満の子供がいる: 35.5% - 結婚・同居している夫婦: 61.3% - 未婚・離婚・死別女性が世帯主: 8.3% - 非家族世帯: 26.5% - 単身世帯: 22.5% - 65歳以上の老人1人暮らし: 9.8% - 平均構成人数 - 世帯: 2.62人 - 家族: 3.07人 収入と家計 - 収入の中央値 - 世帯: 45,448米ドル - 家族: 53,028米ドル - 性別 - 男性: 39,862米ドル - 女性: 23,854米ドル - 人口1人あたり収入: 20,515米ドル - 貧困線以下 - 対人口: 7.1% - 対家族数: 5.3% - 18歳未満: 8.4% - 65歳以上: 5.3% |

## 主な都市
- ロシェル市
- オレゴン市（郡庁所在地）

## 経済
2000年時点で郡内労働人口の65％はホワイトカラー労働者として雇用されており、この数字は1990年の統計と比較して20ポイント上昇していた。製造業が労働人口の21.7％を受け入れて首位を走り続けてはいるが、1995年の30.4％からは減少している。2015年にはサービス業が製造業に取って代わると予測されている。
農業も重要な経済分野である。主産品はトウモロコシと大豆である。2003年、イリノイ州農政省に拠れば、農産物の生産高で州内第17位、畜産物の生産高では同14位になっていた。畜産物では豚が首位であるが、1998年の57,000頭から2002年には48,900頭に減少した。
トラックから鉄道に積み替える施設建設に1億8,000万ドルなど大きな投資があった。2006年8月、新しいエタノール製造プラントに、イリノイ州から550万ドルの融資認可を受けることになると発表された。